# Gert Schliephake
Gert Schliephake (* 6. September 1925 in Wehrstedt; † 24. Mai 2007 in Köthen) war ein deutscher Zoologe und Hochschullehrer.

## Leben
Schliephake wurde 1925 in Wehrstedt, heute ein Stadtteil von Halberstadt, als Sohn des Arztes Walter Schliephake und dessen Frau Gertrud geboren. Hier verbrachte er gemeinsam mit seiner vier Jahre jüngeren Schwester Inge Kindheit und Jugend.
Zunächst besuchte er die Volksschule in Wehrstedt und ab 1936 das Domgymnasium in Halberstadt. Zu seinen Hauptfächern gehörten Latein und Altgriechisch.
Ab 1943 unterbrach die Einberufung zum Reichsarbeitsdienst und zum Kriegsdienst die schulische Ausbildung. Gegen Ende des Krieges 1945 wurde Schliephake am rechten Arm verwundet und kam in englische und amerikanische Kriegsgefangenschaft.
Erst ab Ostern 1946 nahm er seine schulische Ausbildung wieder auf, die er 1947 mit dem Abitur beendete.

Nach einer nur ein Jahr dauernden Neulehrerausbildung unterrichtete er von 1949 bis 1964 als Landlehrer in den Kreisen Halberstadt und Wernigerode in fast allen Fächern und Klassenstufen.
Während seiner Neulehrerzeit schrieb er seine Staatsexamensarbeit über die Insektenordnung der Fransenflügler (Thysanoptera) zum Thema Biologie der Thysanoptera der Luzerne, Medicago sativa. Bereits 1963 wird Gert Schliephake mit einer externen Promotion zum Thema Variabilitätsuntersuchungen bei den Männchen der Gattung Thrips am Zoologischen Institut der Martin-Luther-Universität Halle-Wittenberg zum Dr. rer. nat. promoviert. Seine Doktorarbeit wird in vollem Umfang in der Deutschen Entomologischen Zeitschrift veröffentlicht.
Ab 1964 war Schliephake als Lektor für Allgemeine und Spezielle Zoologie sowie Entwicklungstheorie im Fachbereich Zoologie an der Pädagogischen Hochschule in Köthen tätig. Im Jahr 1970 habilitierte er sich mit einer Arbeit zum Thema Revision der europäischen Genera der Subtribus Thripina (Thysanoptera) an der Martin-Luther-Universität Halle-Wittenberg.
Im Jahre 1975 wurde Schliephake zum außerordentlichen Professor für Spezielle Zoologie an der Pädagogischen Hochschule berufen. Neben seiner Lehrtätigkeit im Rahmen der Zoologie und Abstammungslehre wirkte er viele Jahre als Dekan der mathematisch-naturwissenschaftlichen Fakultät und Leiter des Lehrkollektivs Allgemeine und Spezielle Zoologie. Schliephake setzte sich 1988 in Köthen zur Ruhe, arbeitete jedoch weiterhin auf dem Gebiet der Thysanopterenforschung.
Am 24. Mai 2007 starb Gert Schliephake in Köthen.

## Werk
Von 1964 bis zum Ende der 1960er Jahre sowie von 1972 bis 1987 beschäftigte sich Schliephake hauptsächlich mit Fragen und Problemen der Agrarentomologie.
Herausragender Ausdruck seiner Forschungstätigkeit war der 1979 in Zusammenarbeit mit dem ebenfalls in Köthen lehrenden Karlheinz Klimt erschienene 66. Teil des von Dahl begründeten Werkes Die Tierwelt Deutschlands mit dem Titel Thysanoptera, Fransenflügler.
Bis zum Jahr 2005 erschien eine Vielzahl von Beiträgen u. a. zu taxonomischen und zoogeografischen Fragestellungen sowie zu fossilen Thysanopterenfunden. So beschrieb er 20 fossile Thysanopterenarten des Bitterfelder Raumes. Viele seiner Arbeiten werden im Londoner Zoological Record aufgeführt.
In den Jahren 1983 und 1985 wurden zwei neu entdeckte Arten aus dem Raum Bitterfeld und aus der Mongolei nach ihm benannt: Haplothrips schliephakei und Thrips schliephakei.

## Veröffentlichungen (Auswahl)
- Beiträge zur Biologie der Thysanopteren der Luzerne. Betr. Entomol. 11, Berlin 1961: S. 576–593
- Untersuchungen über die Variabilität an den Männchen des Genus Thrips L. (Thys.). Dtsch. entomol. Z. 11, Berlin 1964: S. 215–317
- Die Thysanopterenfauna des Harzgebietes. Hercynia 2, Leipzig 1965: S. 145–162
- Revision der europäischen Genera der Subtribus Thripina (Thysanoptera). Habil.schr. Martin-Luther-Universität Halle-Wittenberg Halle (Saale) 1970
- Beiträge zur phylogenetischen Systematik bei Thysanopteren. Beitr.Entomol. 25, Berlin 1975: S. 5–13
- Ein Beitrag zum Vorkommen der Thysanopteren am Asowschen Meer. Wiss. Hefte Pädag. Hochschule Köthen 1978: S. 109–111
- [u. K. Klimt] Thysanoptera, Fransenflügler. in: DAHL, Die Tierwelt Deutschlands 66. Teil. G.Fischer Verlag, Jena 1979
- [u. F. Koch] Zur Thysanopterenfauna des Erzgebirges. Acta Mus. Reginachradecensis Ser. A Suppl. 1980: S. 105–108
- Beitrag zum Vorkommen der Thysanopteren auf Getreide in: Schaderreger in der industriemäßigen Getreideproduktion, Kongress- und Tagungsbericht der Martin-Luther-Universität 37, Halle 1982: S. 218–226
- Thysanoptera aus der Mongolischen Volksrepublik – Ergebnisse der Mong.-Dtsch. Biol. Expedition 1962, Mitt. Zool. Mus. 61, Berlin 1985: S. 55–61
- Taxonomisch-zoogeografischer Vergleich westpaläarktischer (mitteleuropäischer) und ostpaläarktischer (mongolischer) Thysanopteren. Wiss. Beiträge. Univ. Halle-Wittenberg 6, Halle 1989: S. 59–61
- Beitrag zur Erweiterung faunistischer Kenntnisse von Thysanopteren oder Thripsen im Schweizer Jura.	Mitt. Entomol. Gesellschaft 40, Basel 1990: S. 8–9
- Beitrag zur Kenntnis fossiler Fransenflügler aus dem Bernstein des Tertiär des Bitterfelder Raumes Entomol. Nachr. Ber. 41, Dresden 1997: S. 66–67
- Thysanoptera, Fransenflügler. in: STRESEMANN, Exkursionsfauna von Deutschland, Bd. 2, Wirbellose: Insekten – Spektrum Akademischer Verlag, Stuttgart 2000: S. 155–159
- 2001	Verzeichnis der Thysanoptera Deutschlands in: B. Klausnitzer (Hrsg.), Entomofauna Germanica 5. – Entomologische Nachrichten und Berichte, Beiheft 6, Dresden 2001: S. 91–106
- Fossile Thysanoptera aus dem Baltischen Bernstein. Mitt. Geol.-Paläont. Inst. Univ. Hamburg, Heft 87, Hamburg 2003: S. 171–182
- Weitere fossile Fransenflügler der Sammlung HOFFEINS Annals of the Upper Silesian Museum (Entomology) 13, Bytom 2005: S. 61–69